# 森下豊
森下 豊（もりした ゆたか、1958年（昭和33年）4月3日 - ）は、日本の政治家、医師。奈良県橿原市長（3期）、奈良県議会議員（3期）を務めた。
祖父、父ともに奈良県議会議員を経験している。

## 経歴
奈良県吉野郡大淀町出身。智辯学園中学校、智辯学園高等学校、兵庫医科大学卒業。
1992年、橿原市見瀬町に森下内科院を開業。1995年、社会福祉法人・豊生会を設立。同年、奈良県議会議員に初当選した。2003年、3期目の当選。
2005年9月に行われた第44回衆議院議員総選挙に民主党公認で立候補するも、落選。
2007年10月28日に行われた橿原市長選挙に出馬。候補者は森下、現職の安曽田豊、元市職員の吉田浩巳の3名。森下には前田武志参議院議員ら民主党議員が付き、安曽田には自民党の田野瀬良太郎衆議院議員が付いたことから「前田対田野瀬の代理戦争」とも言われた市長選において、僅差で初当選した（森下：19,188票、安曽田：18,262票、吉田浩巳：6,421票）。投票率は45.19％。11月12日、橿原市長就任。
2011年、再選。投票率は29.02％。
2015年10月25日に行われた市長選において、自民党・公明党の推薦を受けた元県議の神田加津代を僅差で破り3選（森下：21,087票、神田：20,724票）。投票率は42.79％。
2019年10月27日に行われた市長選において、自民党の推薦を受けた元県議の亀田忠彦に1,266票差で敗れた。
2023年7月31日、同年10月22日に投開票される市長選において、日本維新の会公認で出馬することを表明。市長選では前回と同様亀田との一騎打ちとなったが、投開票の結果7,934票差で敗れた。

## 市政
- 近鉄大和八木駅南側に分庁舎とホテルが入る複合ビルを建設する事業計画を推進。当該計画に関しその是非が2015年の市長選の争点になった[9]。同市長選を森下が363票差で制したことから建設に踏み切り、2018年2月に4階から下が分庁舎、5階から10階をホテルとした施設が開業[15]。PFI方式により施設の建設と管理運営費など総事業費約100億円を市は20年かけて民間会社に支払い、うちホテル建設分は約15億円で、市に年間約4千万円の賃料が入る。賃料は20年間で約8億円を見込むが、ホテルの建設費だけみると赤字となものの、市は宿泊客の増加によって経済波及効果があると主張していた。2019年の市長選でも争点となり、森下が駅周辺が活性化したと主張した一方、対立候補の亀田は「市内の民間のホテルの宿泊者数が減少しており、民業圧迫に違いない」とし、複合施設に入るホテルの賃料を上げる必要があると主張した[16]。
- 2013年3月に起きた橿原市の女子中学生の自殺を巡っては、第三者調査委の設置の遅れや、当初の調査委メンバーに市の顧問弁護士が入っており中立性を欠いたことが批判を受け、森下は「痛切な反省の意を表し、心からおわび申し上げる」と謝罪した。遺族側の反発を受け再設置された「2代目」の調査委の報告書では、顧問弁護士の委員就任の背景について、「市側に有利な結論を出させようという意図があった。市長が顧問弁護士を強く推した」と指摘していたが、森下は「こういう思いはまったくない。否定する」と明言。「（委員会を）早く立ち上げないといけないので（顧問弁護士に）頼んだ」と説明していた[17]。